# Kheri
Kheri là một thị xã và là một nagar panchayat của quận Kheri thuộc bang Uttar Pradesh, Ấn Độ.

## Địa lý
Kheri có vị trí 27°54′B 80°48′Đ / 27,9°B 80,8°Đ Nó có độ cao trung bình là 148 mét (485 feet).

## Nhân khẩu
Theo điều tra dân số năm 2001 của Ấn Độ, Kheri có dân số 25.017 người. Phái nam chiếm 52% tổng số dân và phái nữ chiếm 48%. Kheri có tỷ lệ 43% biết đọc biết viết, thấp hơn tỷ lệ trung bình toàn quốc là 59,5%: tỷ lệ cho phái nam là 48%, và tỷ lệ cho phái nữ là 37%. Tại Kheri, 18% dân số nhỏ hơn 6 tuổi.